# Протестантская церковь Нидерландов
Протеста́нтская це́рковь Нидерла́ндов (нидерл. Protestantse Kerk in Nederland, сокр. PKN) — крупнейшее протестантское религиозное объединение смешанной реформатской и лютеранской ориентации в Нидерландах. Входит во Всемирную лютеранскую федерацию.

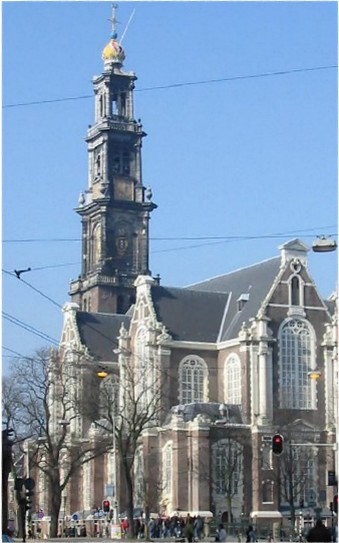
Кальвинистская Вестеркерк в Амстердаме.

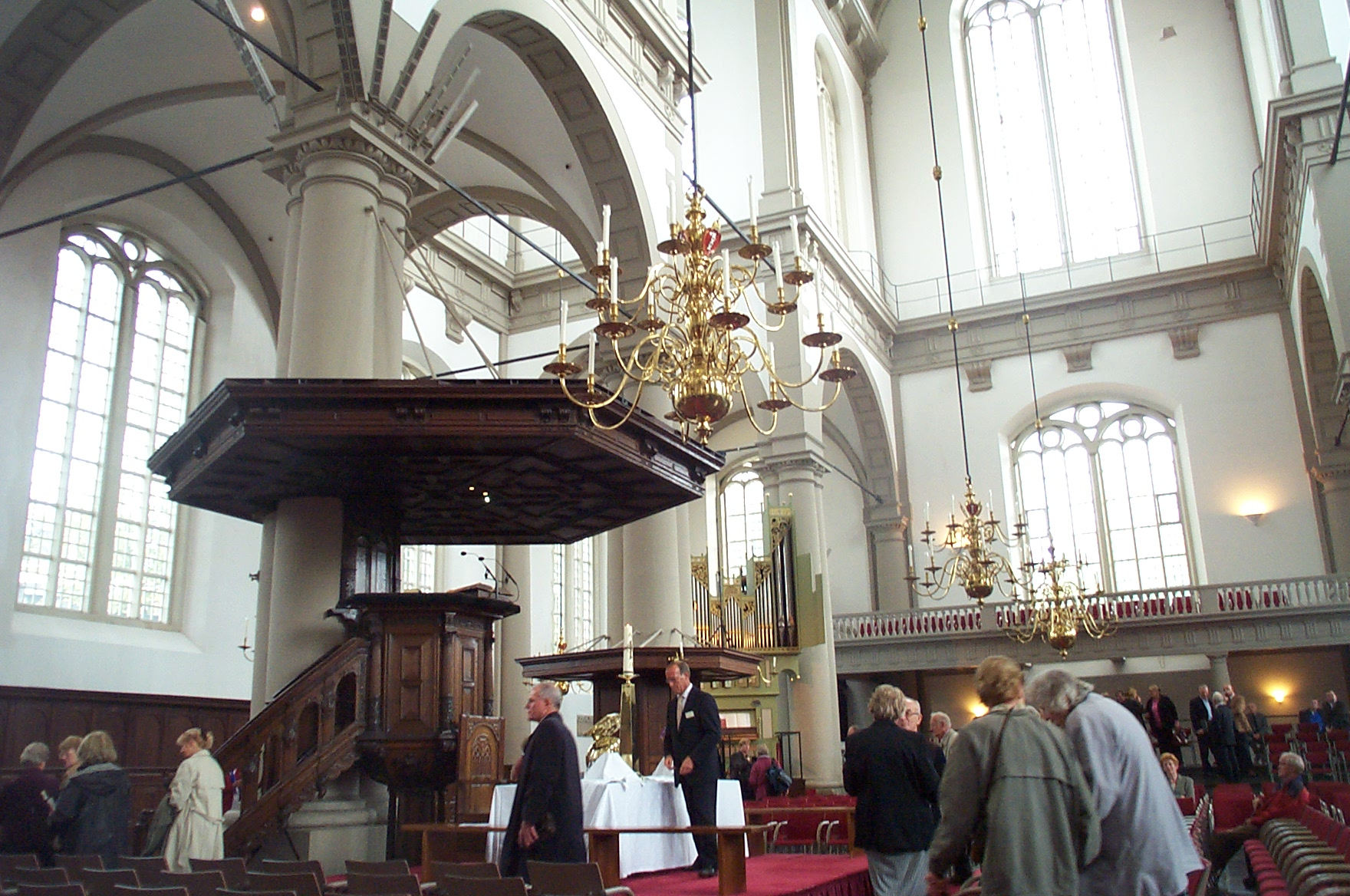
Вестеркерк. Интерьер.

Основана 1 мая 2004 года, как итог процесса «Вместе в пути» (нидерл. Samen op Weg) путем объединения трёх церквей  :
- Нидерландской реформатской (нидерл. Nederlandse Hervormde Kerk, англ. Dutch Reformed Church),
- Реформатских церквей Нидерландов (нидерл. Gereformeerde Kerken in Nederland, англ. Reformed Churches in the Netherlands) и
- Евангелическо-лютеранская церковь Королевства Нидерландов (нидерл. Evangelisch-Lutherse Kerk in het Koninkrijk der Nederlanden, англ. Evangelical Lutheran Church in the Kingdom of the Netherlands)[1],

став при этом второй по величине церковью страны после католической с 2 тысячами приходов и паствой до 2,3 миллионов человек.

## Вероучение и богослужебная практика
Вероучение Протестантской церкви Нидерландов выражено в принятом ею Символе веры. Подтвердив поддержку
- Апостольского
- Никейского и
- Афанасьевского символов веры,

церковь при создании также объявила о сохранении других доктринальных установок вновь охваченных ею конфессий. Из лютеранской традиции это:
- Аугсбургское исповедание и
- Большой катехизис;

из реформатской —
- Гейдельбергский и Женевский катехизис
- Бельгийское исповедание и Дортские каноны.

Церковь также заявила о поддержке
- Барменской теологической декларации 1934 года[англ.][2] и
- Лейенбергское соглашение (англ. Leuenberg Concord), подписанного в 1973 году основными лютеранскими и реформистскими церквями Европы[3].

В рамках ПЦН существуют как либеральные так и консервативные движения. Местные общины имеют широкие полномочия в отношении спорных вопросов, например, о допуске женщины в качестве членов консистории прихода, к Святому Причастию и т. п.

## Структура управления и организационные процедуры
Организационная структура ПЦН представляет собой гибрид пресвитерианской и конгрегационалистской систем церковного управления. Органы управления организованы на трёх уровнях: местных, региональных и на общегосударственном.
- Местный уровень представлен общинами (нид. gemeente). Отдельные общины возглавляет церковный совет (нид. kerkenraad), в который входят пастор (нид. predikant) вместе со старостами (нид. ouderling) и дьяконами (нид. diaken), избираемыми на приходском собрании.
- Региональный уровень представлен 57 классическими ассамблеями (нид. classicale vergadering), члены которых выбираются местными приходскими советами церквей.
- Общегосударственный уровень представлен Всеобщим Синодом (generale synode), осуществляющим руководство в областях, представляющих общий интерес: организация богословского образования, подготовки пасторских кадров, а также участие в экуменических контактах[4], между синодами - совет (moderamen), высшее должностное лицо — президент (Voorzitter).

В ПЦН имеется четыре различных типа приходов (общин):
1. Протестантские, входившие до слияния церквей в различные церковные объединения
2. Общины бывшей Нидерландской реформатской церкви
3. Общины бывшей Реформатской церкви Нидерландов
4. Лютеранские общины, входившие до слияния церквей в Евангелическую Лютеранскую церковь

В составе ПЦН лютеране составляют меньшинство — около 1 % общего числа прихожан. Чтобы обеспечить своё представительство на вышестоящих уровнях общецерковной организации, включая Всеобщий Синод, лютеранские общины Нидерландов избирают свой отдельный синод.
При слиянии церквей был предусмотрен 10-летний переходный период, на протяжении которого общинам, ранее входившим в состав Реформатских церквей Нидерландов, было предоставлено право выхода из ПЦН без потери собственности. К настоящему времени такое желание изъявили уже семь общин, которые решили воссоздать реформатское объединение под названием англ. Continued Reformed Churches in the Netherlands. Два прихода присоединились к другим реформатским церковным объединениям страны. Некоторые меньшинства внутри отдельных общин, присоединившихся к ПЦН, решили выйти из состава этой церкви, присоединившись, в индивидуальном порядке, к тем или иным другим реформатским церквям, не вошедшим в ПЦН.
Некоторые общины и отдельные прихожане реформатских церквей Нидерландов объявили о несогласии со слиянием и отделились, самоорганизовавшись в составе Восстановленной Реформатской церкви (англ. Restored Reformed Church). Численность её прихожан оценивается между 35 и 70 тысячами человек из примерно 120 приходов. При этом они выразили протест против плюралистической политики объединённой церкви, утверждая, что её создание противоречит интересам как реформатских, так и лютеранских конфессий. Эта группа верующих также активно выступает против однополых браков и пастырства женщин, заявляя о небогоугодности этой практики.

## Отношение к вызовам времени
Уже в 2001 году лютеране и реформаты Нидерландов приступили к обсуждению возможности благословения гомосексуальных союзов. Положительное решение по этому вопросу было принято в 2004 году, в рамках вновь созданной объединённой лютеранско-реформатской церкви.